# Đầm và hồ ở Việt Nam

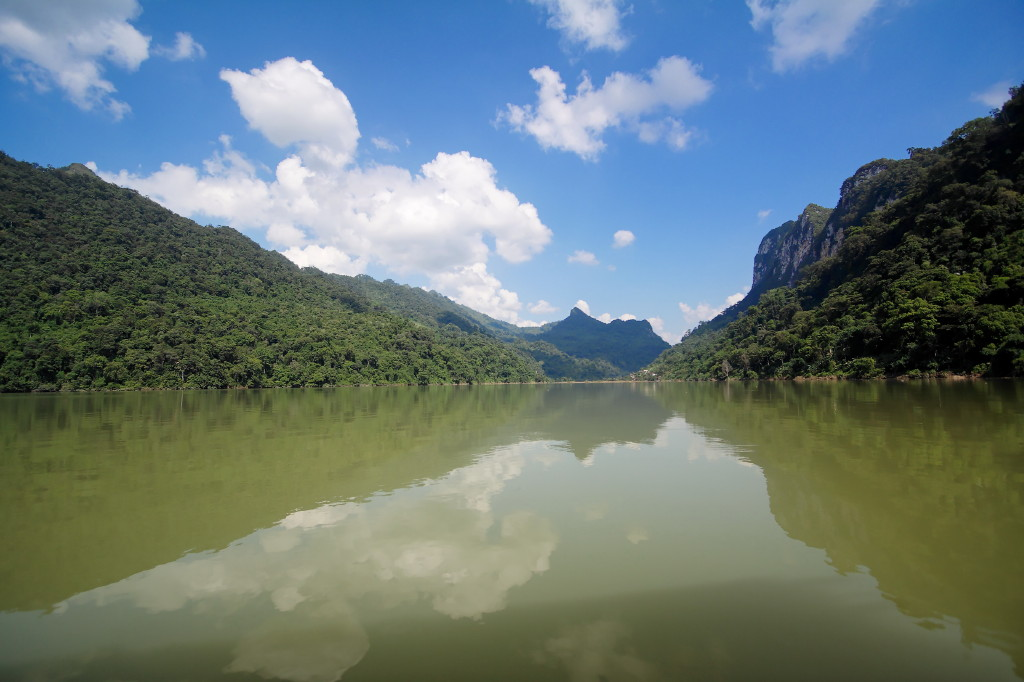
Phong cảnh hồ Ba Bể ở Bắc Kạn

Đầm, hồ Việt Nam bao gồm hệ thống các đầm, phá và các hồ trên địa bàn Việt Nam. Hồ, ao, đầm, phá của Việt Nam thường thuộc hệ sinh thái nước không chảy, khác với hệ sinh thái nước chảy như sông, suối. Giữa hồ và ao không có sự phân biệt thực sự rõ ràng, tuy nhiên theo Brown, A.L (1987), ao là nơi mà ánh sáng có thể soi qua tầng nước xuống tận đáy còn hồ là nơi mà ánh sáng không soi tới đáy được. Còn đầm là nơi nước ngập rất nông, có các loại thực vật thủy sinh có thể sống được tạo thành hệ sinh thái đặc biệt. Phá là vùng nước lợ hoặc mặn nông, thông một phần với biển. Các hồ đầm ở Việt Nam được sử dụng với nhiều mục đích như để nuôi trồng khai thác thủy sản, tưới tiêu nông nghiệp, khai thác thủy điện và phát triển du lịch,...

## Tổng quan
Theo định nghĩa của các nhà thủy văn Nga thì hồ và đầm là những lòng chảo hoặc vùng trũng của bề mặt đất có chứa nước. Như vậy ở Việt Nam có các loại hồ và đầm phá như sau:
- Hồ và đầm tự nhiên nước ngọt: Các hồ đầm tự nhiên ở vùng đồng bằng thường là dấu vết còn lại của các đoạn sông đã đổi dòng hoặc kết quả của một trận vỡ đê. Các hồ này nước ít luân chuyển, các hồ đầm tự nhiên xuất hiện ở vùng núi thường là dấu vết còn lại của núi lửa, động đất hay những nguyên nhân khác. Phần lớn các hồ đầm tự nhiên nước không chảy nhưng cũng có hồ nước chảy nhẹ như hồ Ba Bể.
- Đầm phá nước mặn: Các đầm phá nước mặn có rất nhiều ở vùng ven biển miền trung Việt Nam, thường là kết quả của việc bồi tụ hay sự vận động của sóng tạo ra đê cát chắn cửa đầm.
- Hồ và kho nước nhân tạo.

Tính đến năm 2003 Việt Nam có khoảng 3500 hồ chứa có dung tích lớn hơn 0.2 triệu m³. Chỉ có 1976 hồ có dung tích lớn hơn 1 triệu m3, chiếm 55,9% với tổng dung tích 24.8 tỷ m³. Trong số hồ trên có 10 hồ do ngành điện quản lý với tổng dung tích 19 tỷ m³. Có 44 tỉnh và thành phố trong 63 tỉnh thành Việt Nam có hồ chứa. Tỉnh có nhiều hồ nhất là Nghệ An (249 hồ), Hà Tĩnh (166 hồ), Thanh Hóa (123 hồ), Phú Thọ (118 hồ), Đắk Lắk (116 hồ) và Bình Định (108 hồ).
Trong số 1957 hồ cấp nước tưới do Bộ Nông nghiệp và Phát triển Nông thôn (Việt Nam) quản lý phân theo dung tích có: 79 hồ có dung tích trên 10 triệu m³, 66 hồ có dung tích từ 5 đến 10 triệu m³, 442 hồ có dung tích từ 1 đến 5 triệu m³, 1370 hồ có dung tích từ 1 đến 2 triệu m³. Tổng dung tích các hồ chứa này là 5.8 tỷ m³ nước tưới cho 505.162 ha.
Hệ sinh thái hồ khác với ao và đầm ở độ sâu: ánh sáng chỉ chiếu được vào tầng nước mặt, do đó vực nước được chia thành 2 lớp:
- Lớp nước trên được chiếu sáng nên thực vật nổi phong phú, nồng độ oxy cao, sự thải khí oxy trong quá trình quang hợp và nhiệt độ của lớp nước trên thay đôi phụ thuộc vào nhiệt độ không khí.

- Lớp nước dưới thiếu ánh sáng, nhiệt độ ổn định (40°C), nồng độ oxy thấp, nhất là trong trường hợp có sự lên men các chất hữu cơ tầng đáy.

## Một số hồ nổi tiếng ở Việt Nam
- Hà Nội: Hồ Tây, hồ Hoàn Kiếm, hồ Đồng Quan, hồ Suối Hai, hồ Đồng Mô, hồ Quan Sơn
- Vĩnh Phúc: Hồ Đại Lải, hồ Xạ Hương
- Bắc Kạn: Hồ Ba Bể
- Cao Bằng: Hồ Thang Hen
- Lào Cai: Hồ Séo Mý Tỷ
- Bắc Giang: Hồ Khuôn Thần, hồ Cấm Sơn
- Quảng Ninh: Hồ Yên Lập, hồ Yên Trung
- Thái Nguyên: Hồ Núi Cốc
- Tuyên Quang: Hồ Na Hang (hồ thủy điện Tuyên Quang)
- Yên Bái: Hồ Thác Bà
- Hòa Bình: Hồ Hòa Bình
- Ninh Bình: Hồ Đồng Chương, hồ Đồng Thái, hồ Kỳ Lân, hồ Yên Quang, hồ Yên Thắng
- Thanh Hóa: Hồ Sông Mực, hồ Yên Mỹ, hồ Phú Sơn
- Nghệ An: Hồ Sông Sào
- Hà Tĩnh: Hồ Kẻ Gỗ
- Quảng Bình: Hồ Đá Bạc, hồ Phú Vinh
- Quảng Trị: Hồ Trung Chỉ, hồ Khe Mây
- Thừa Thiên Huế: Hồ Thọ Sơn, hồ Khe Ngang, hồ Tịnh Tâm
- Đà Nẵng: Hồ Hòa Trung, Hồ Đồng Xanh - Đồng Nghệ
- Quảng Nam: Hồ Phú Ninh
- Quảng Ngãi: Hồ Núi Ngang, hồ Nước Trong, hồ Liệt Sơn
- Bình Định: Hồ Định Bình, hồ Hội Sơn, hồ Thuận Ninh, hồ Núi Một
- Phú Yên: Hồ Sông Hinh
- Khánh Hòa: Hồ Suối Dầu
- Ninh Thuận: Hồ Sông Sắt
- Bình Thuận: Hồ Biển Lạc, hồ Đa Mi
- Gia Lai: Hồ T'Nưng (Biển hồ)
- Đắk Lắk: Hồ Lắk
- Đắk Nông: Hồ Tà Đùng, hồ Tây Đắk Mil
- Lâm Đồng: Hồ Xuân Hương, hồ Tuyền Lâm, hồ Suối Vàng, hồ Than Thở, hồ Đại Ninh, hồ Đơn Dương
- Đồng Nai: Hồ Trị An
- Bình Phước: Hồ Thác Mơ, hồ Sok Phu Miêng, hồ Cần Đơn
- Tây Ninh: Hồ Dầu Tiếng
- An Giang: Hồ Thoại Sơn

## Một số đầm nổi tiếng ở Việt Nam
- Hà Nội: đầm Vân Trì
- Ninh Bình: đầm Vân Long, đầm Cút
- Thừa Thiên Huế: hệ đầm phá Tam Giang – Cầu Hai, đầm Lập An
- Quảng Nam: đầm Trường Giang
- Quảng Ngãi: đầm An Khê, đầm Nước Mặn
- Bình Định: đầm Trà Ổ, đầm Nước Ngọt, đầm Thị Nại
- Phú Yên: đầm Cù Mông, đầm Ô Loan
- Khánh Hòa: đầm Thủy Triều
- Ninh Thuận: đầm Nại
- Cà Mau: đầm Thị Tường
- Kiên Giang: đầm Đông Hồ

## Hình ảnh
- Hồ ở Việt Nam

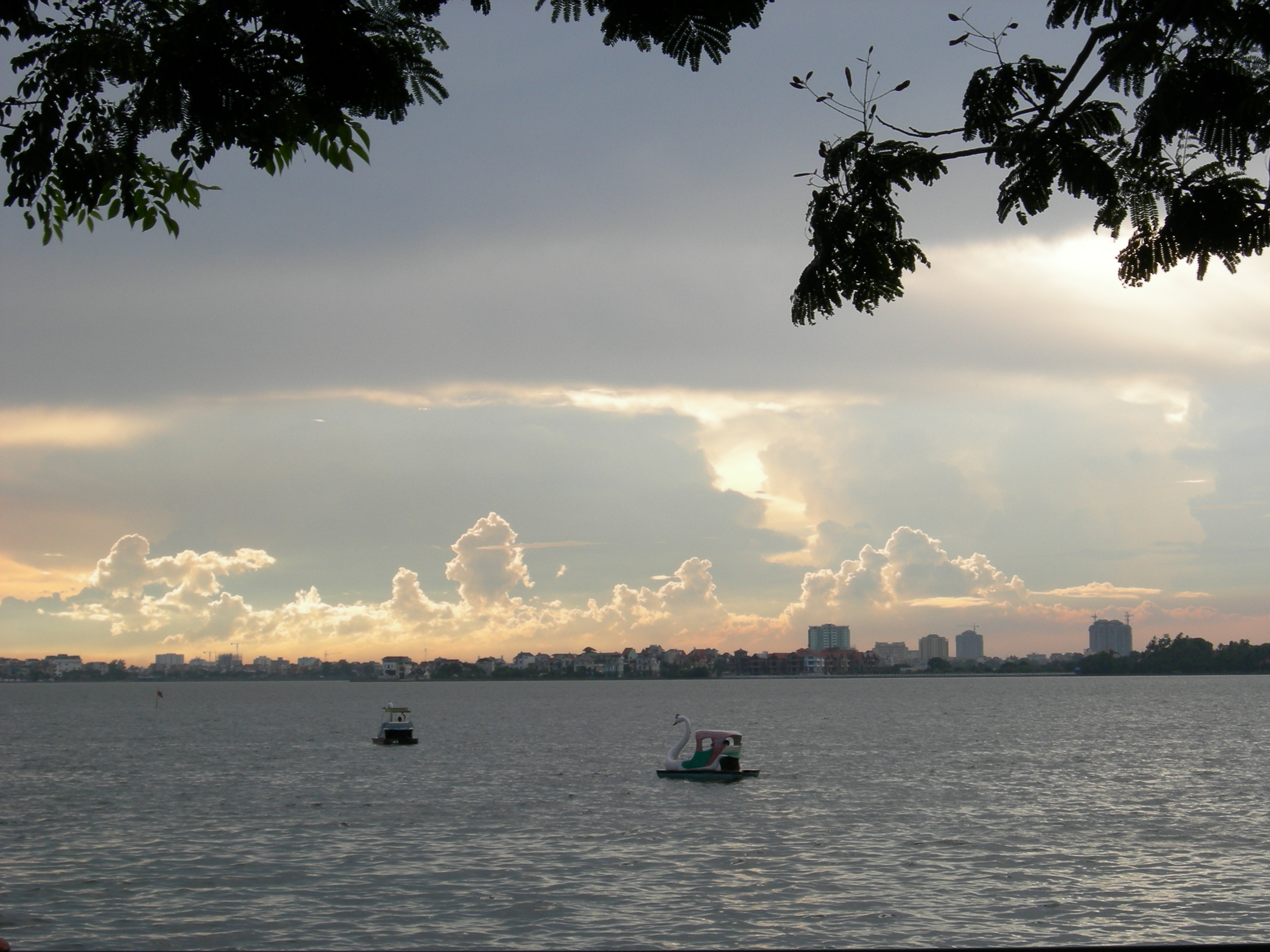
Hồ Tây, Hà Nội
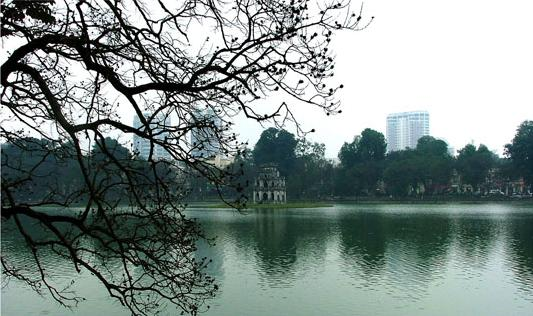
Hồ Hoàn Kiếm, Hà Nội
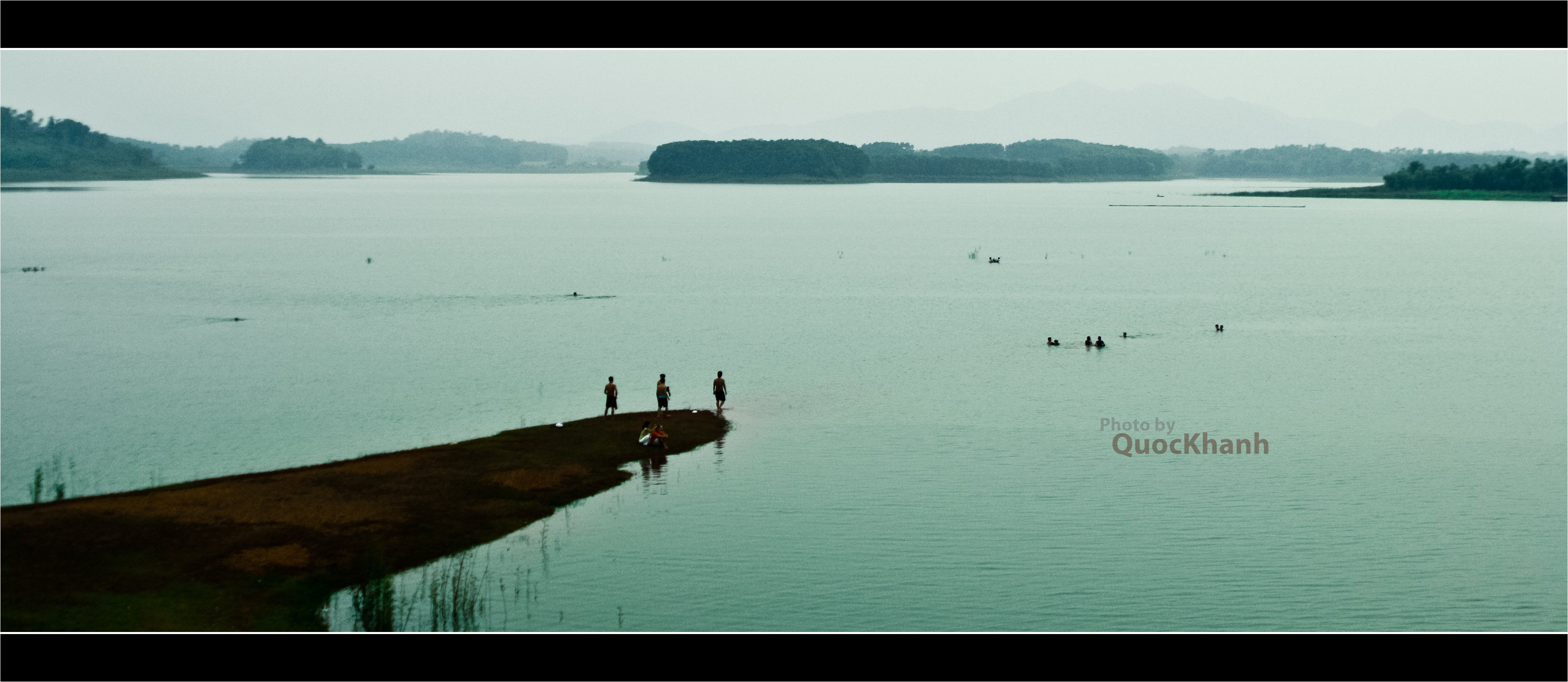
Hồ Đồng Mô, Hà Nội
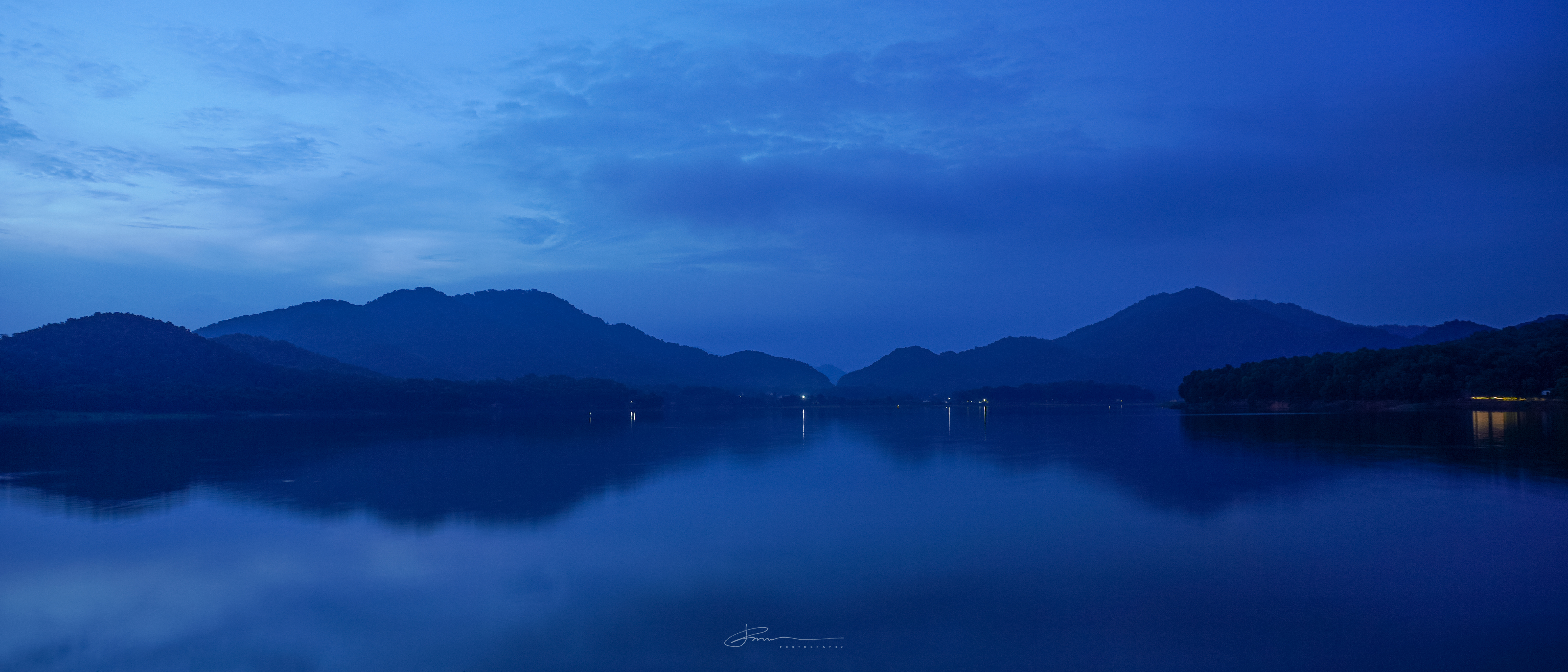
Hồ Đồng Quan, Hà Nội
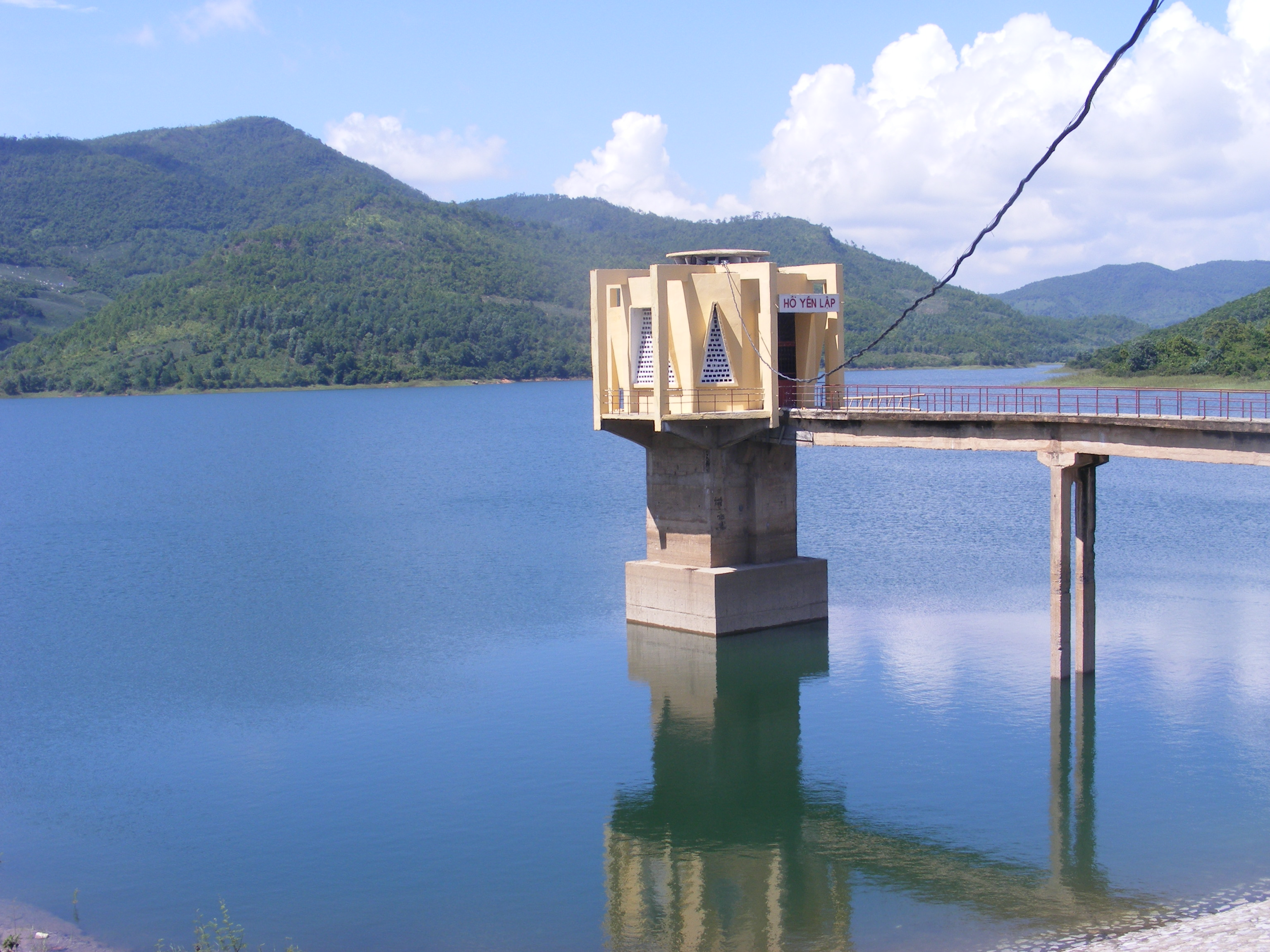
Hồ Yên Lập, Quảng Ninh
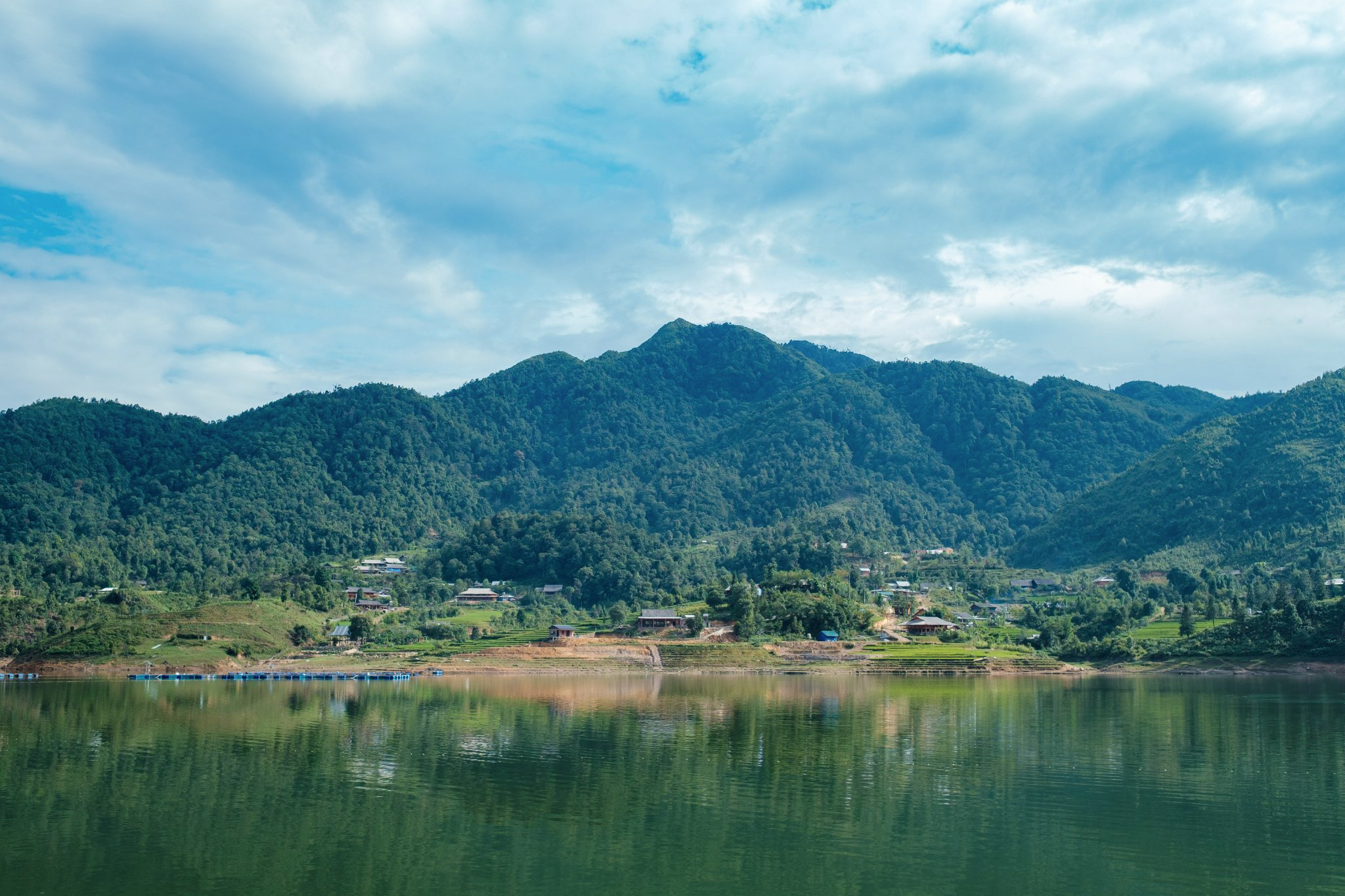
Hồ Séo Mý Tỷ, Lào Cai
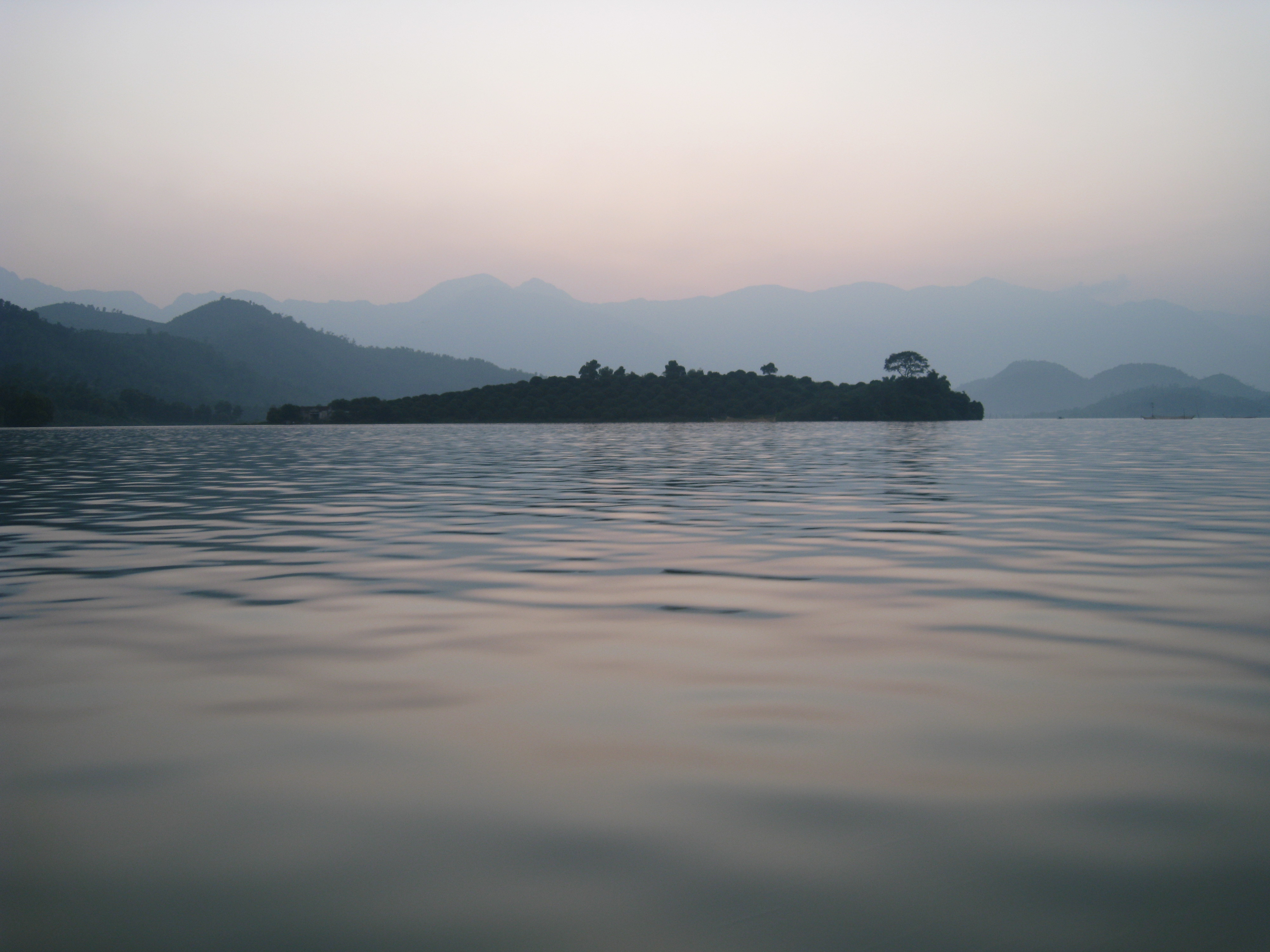
Hồ Núi Cốc, Thái Nguyên
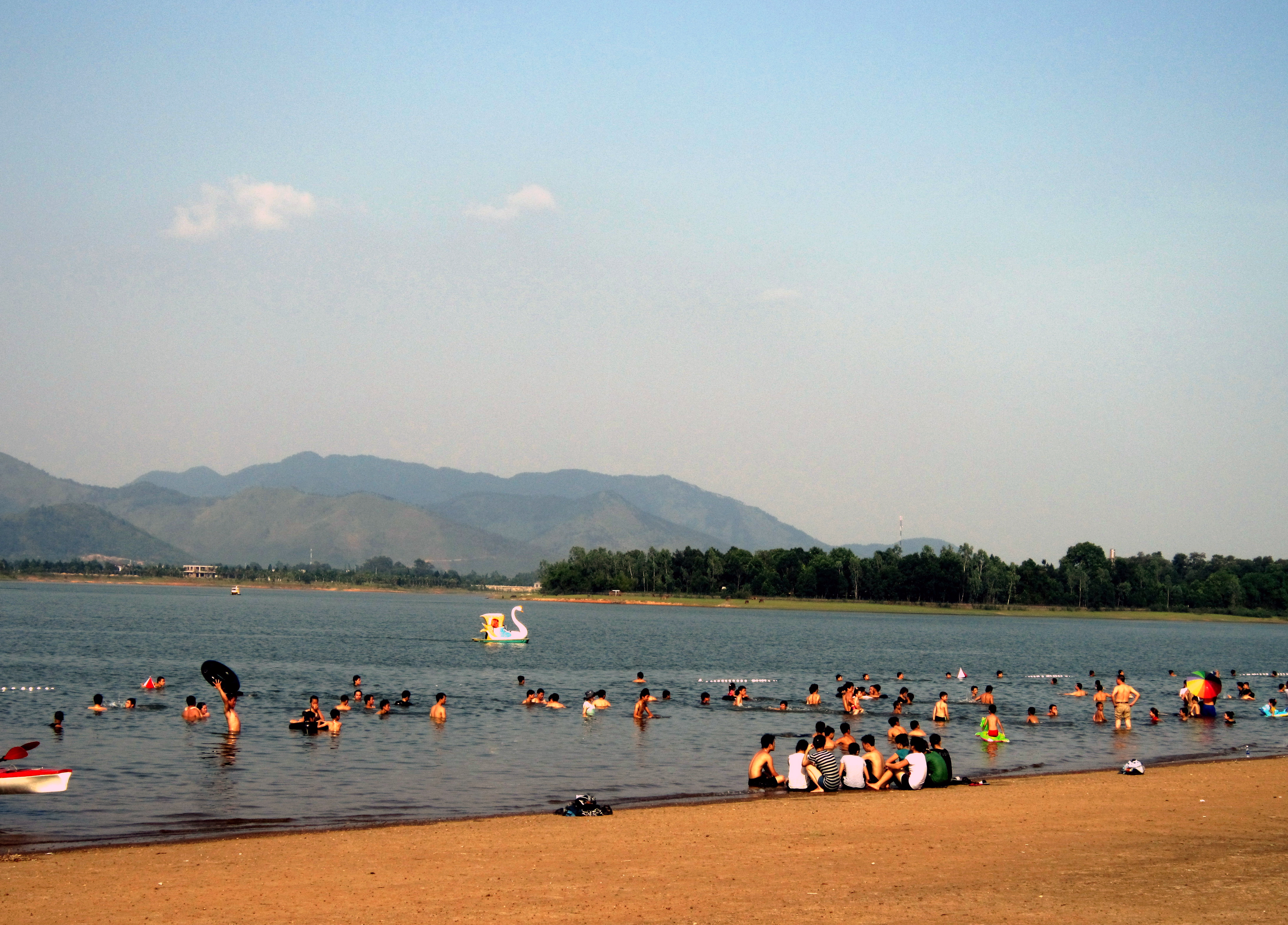
Hồ Đại Lải, Vĩnh Phúc
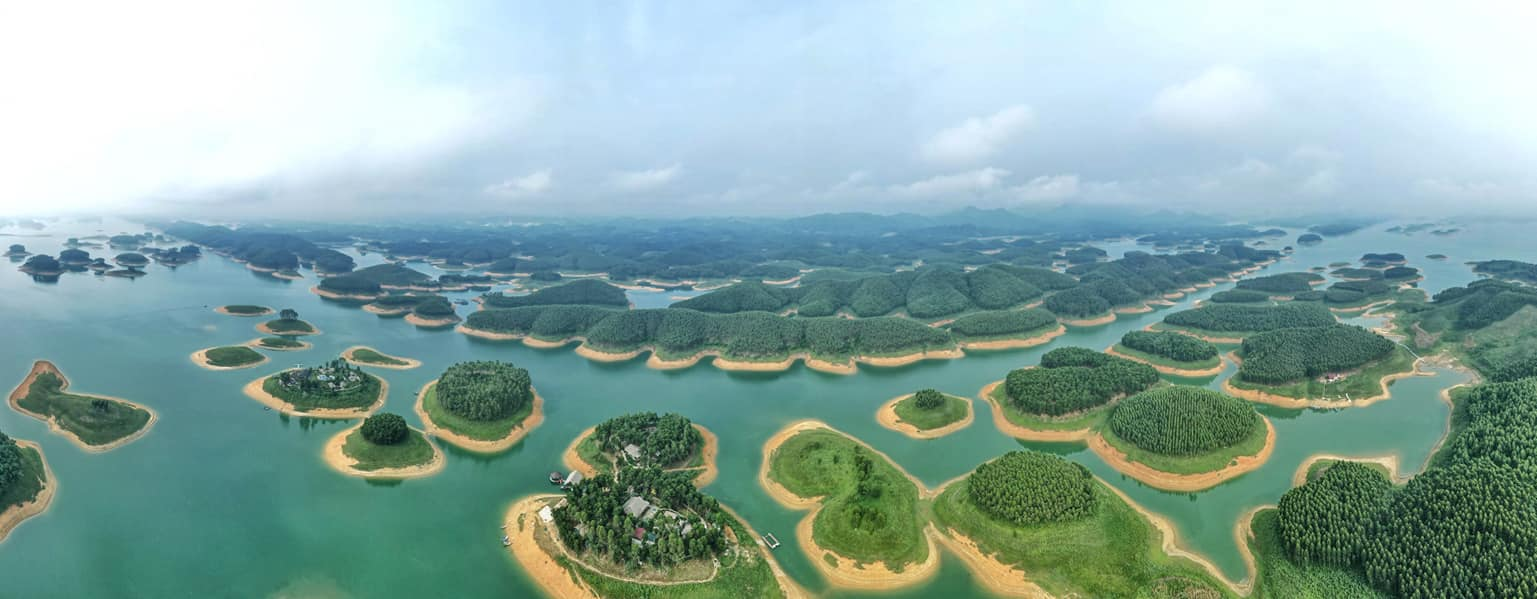
Hồ Thác Bà, Yên Bái
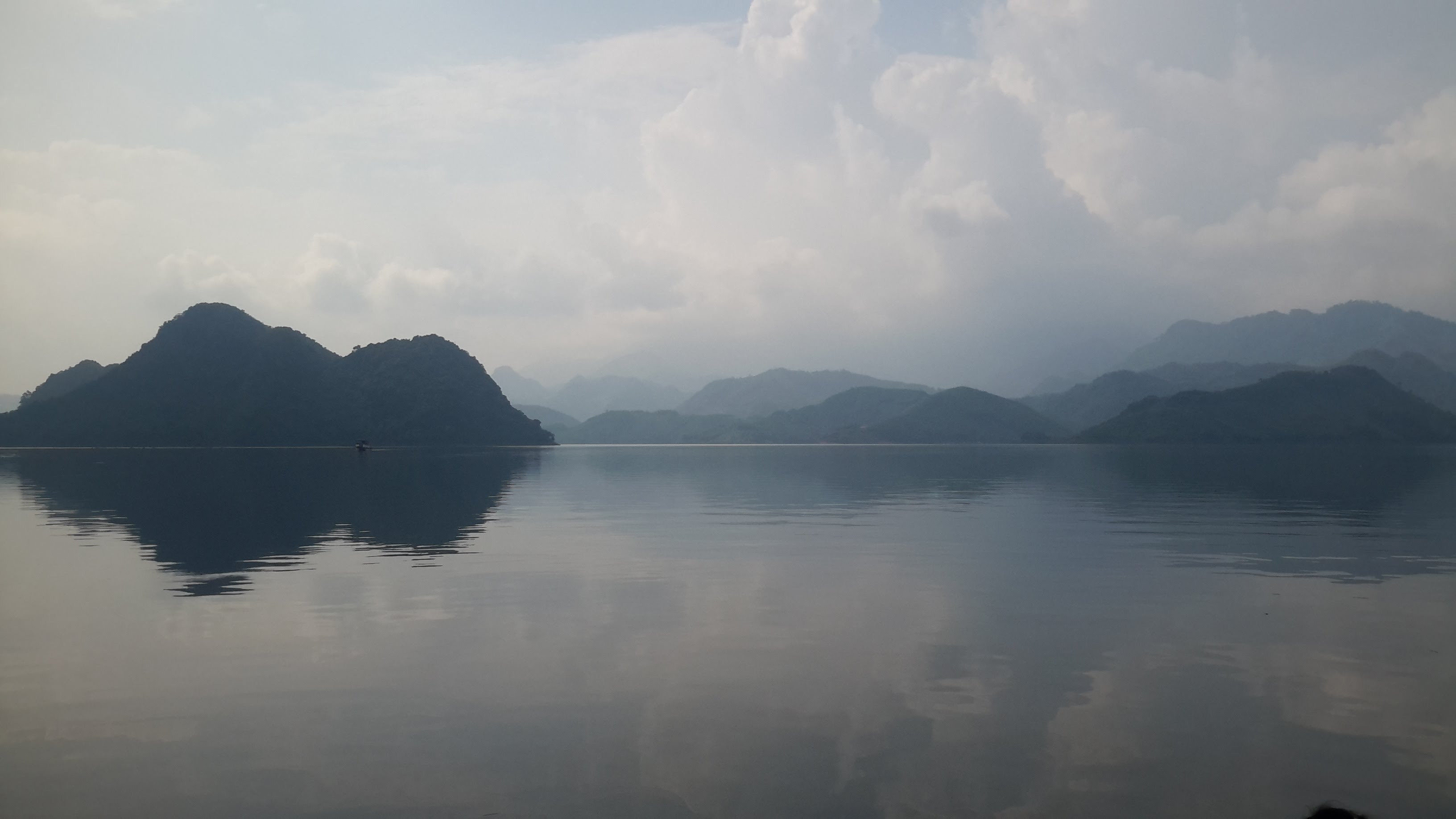
Hồ Hòa Bình, Hòa Bình
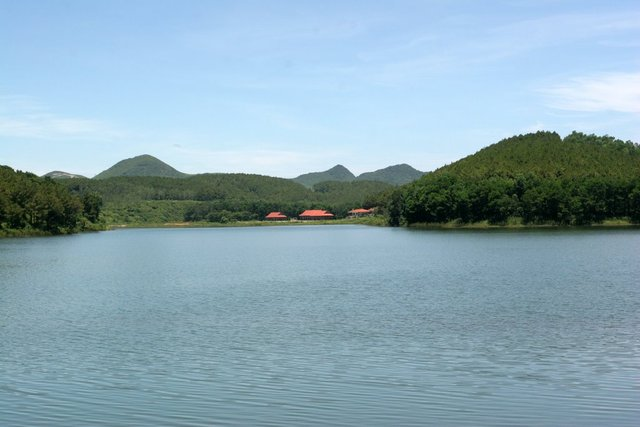
Hồ Đồng Chương, Ninh Bình
Hồ Kẻ Gỗ, Hà Tĩnh
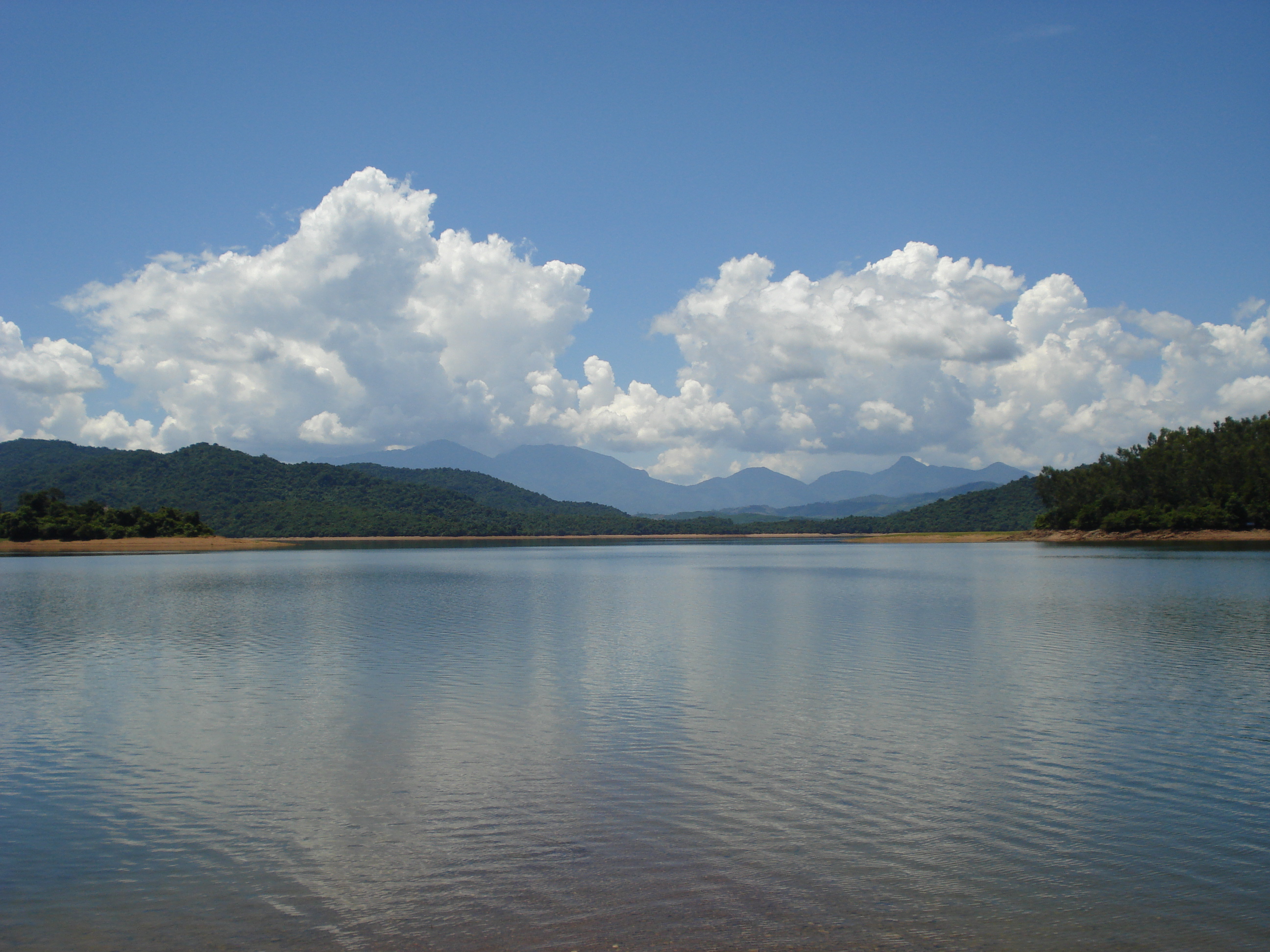
Hồ Phú Ninh, Quảng Nam
Hồ T'Nưng, Gia Lai
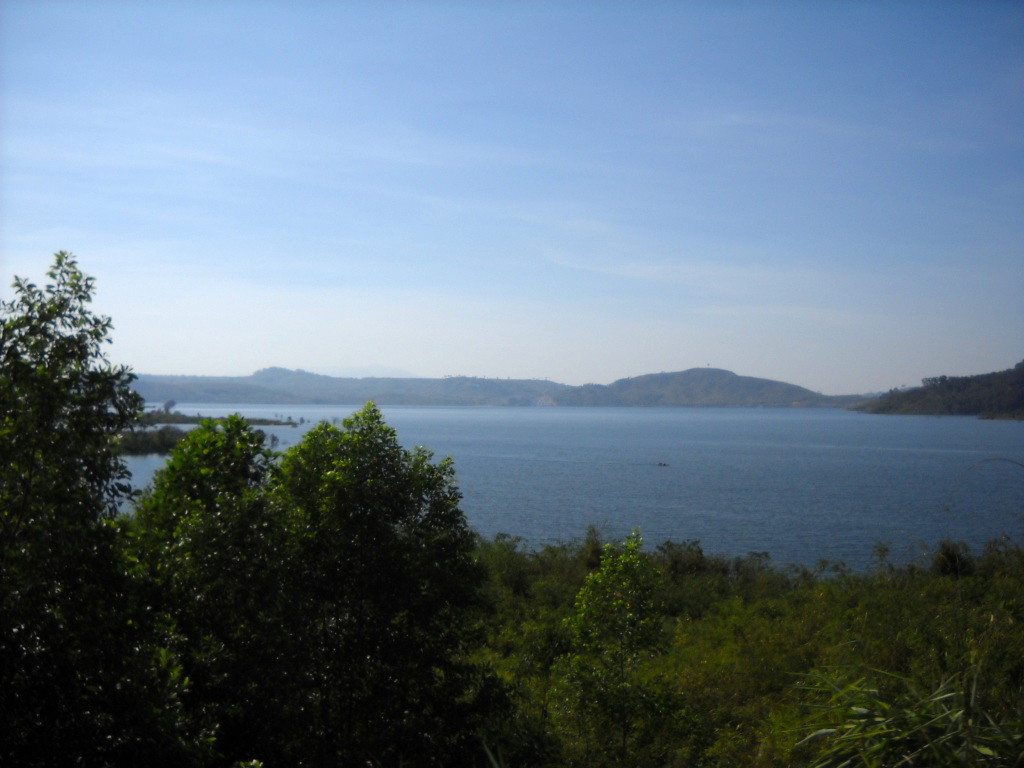
Hồ Lăk, Đắk Lắk
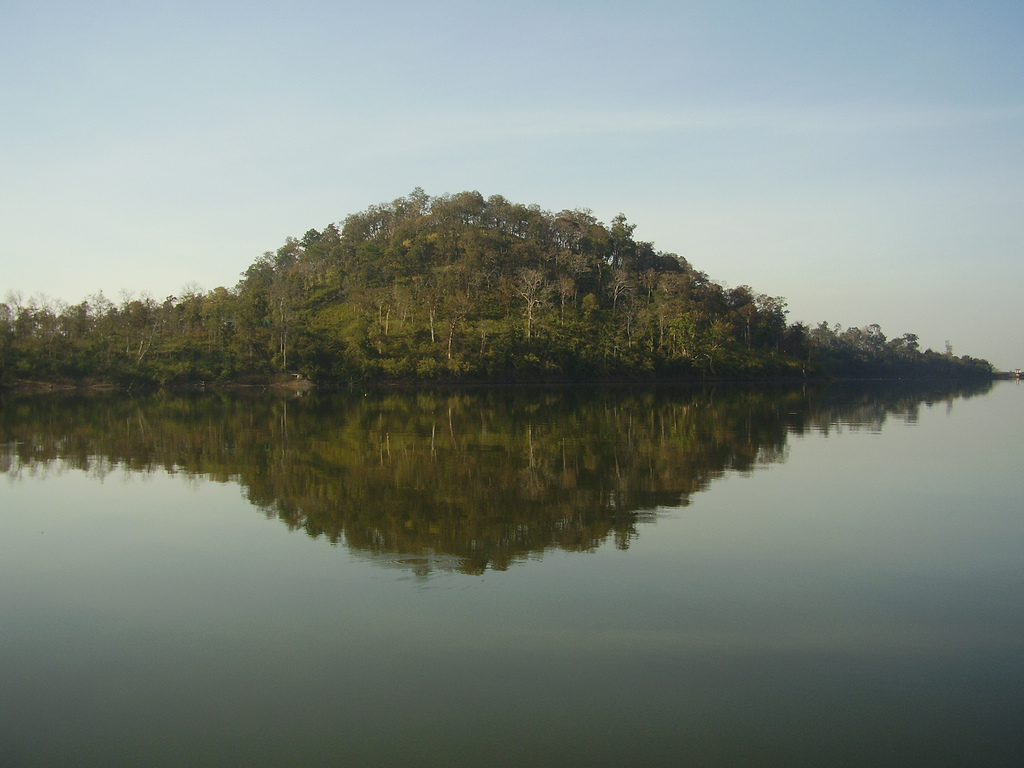
Hồ Đắk Minh, Đắk Lắk
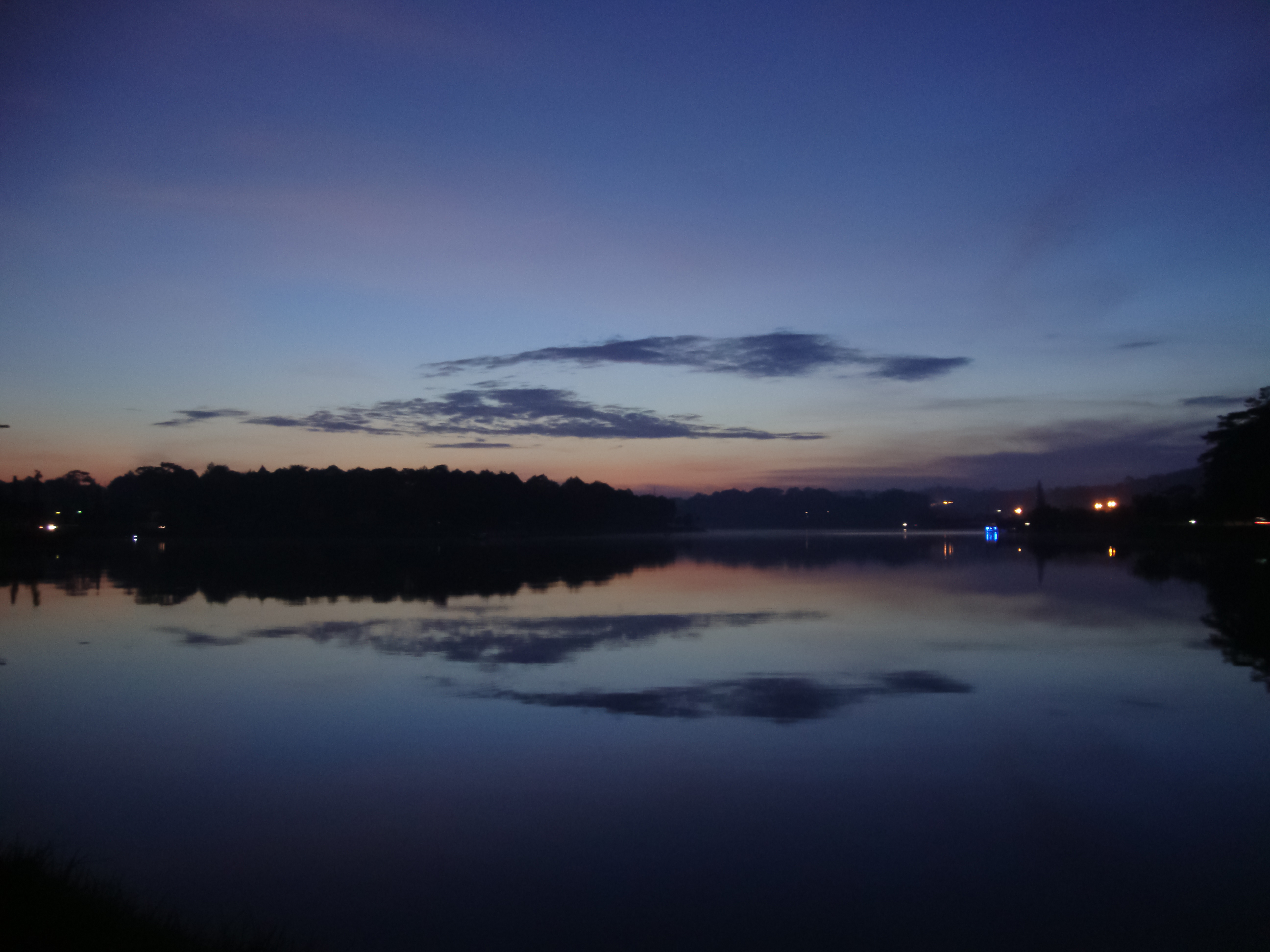
Hồ Xuân Hương, Lâm Đồng
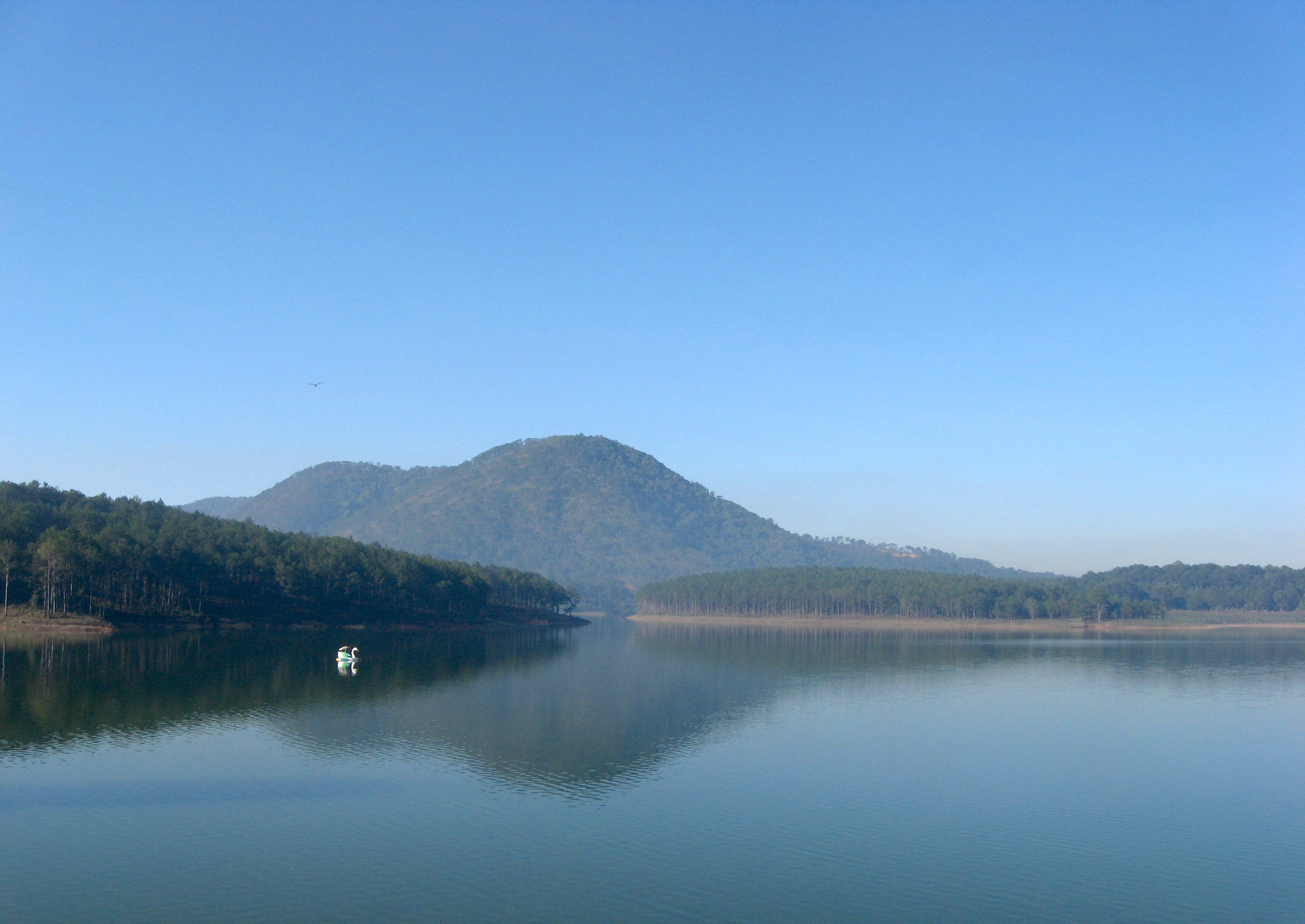
Hồ Tuyền Lâm, Lâm Đồng
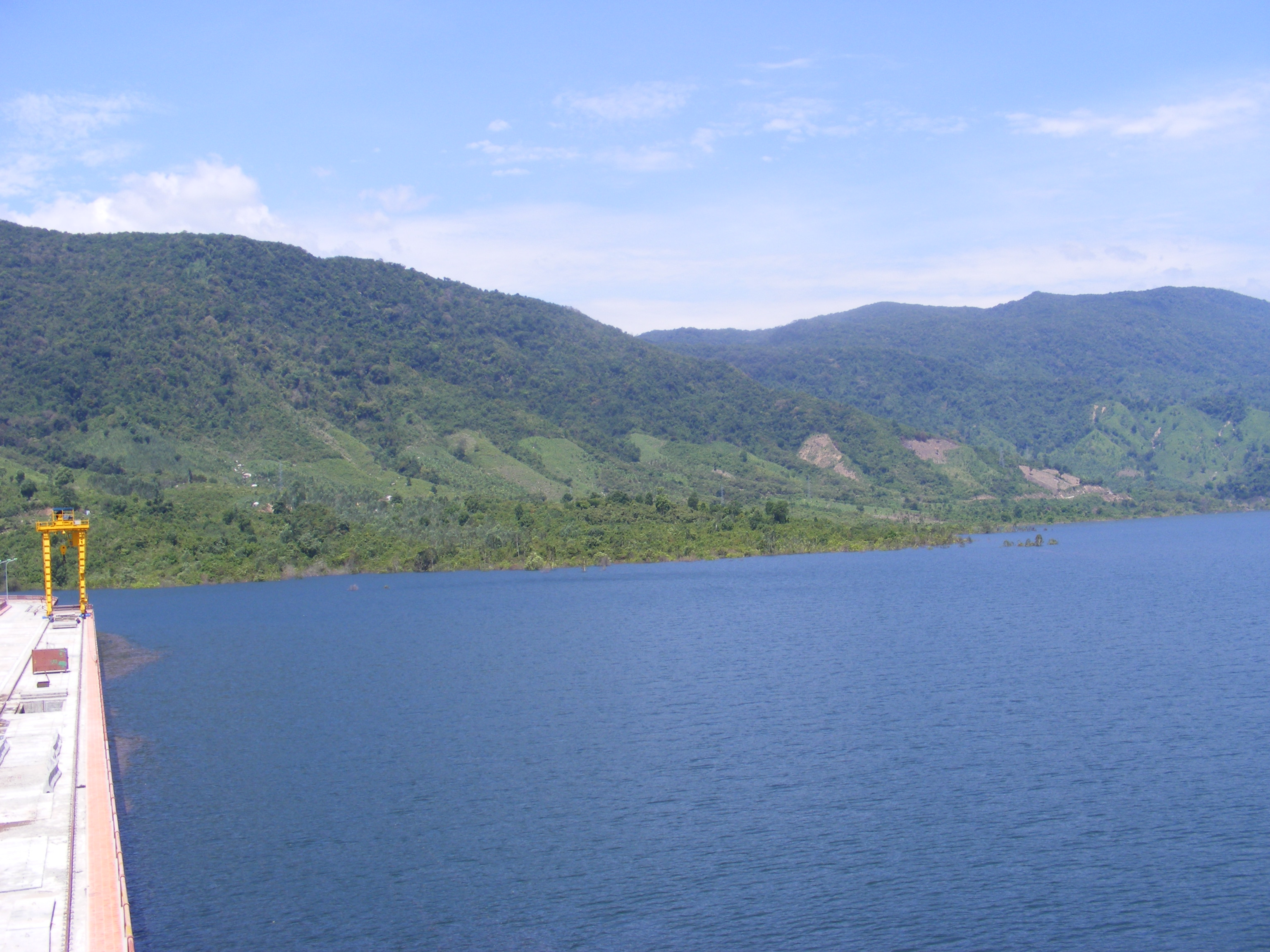
Hồ Định Bình, Bình Định
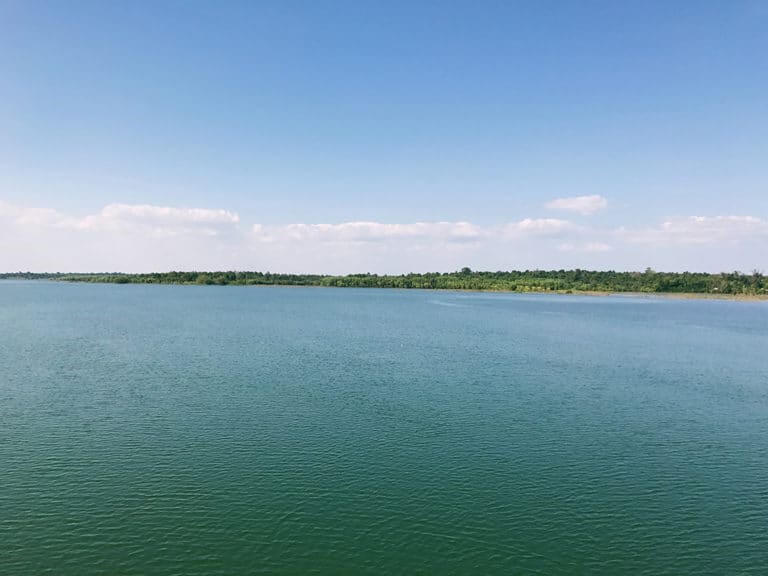
Hồ Trị An, Đồng Nai
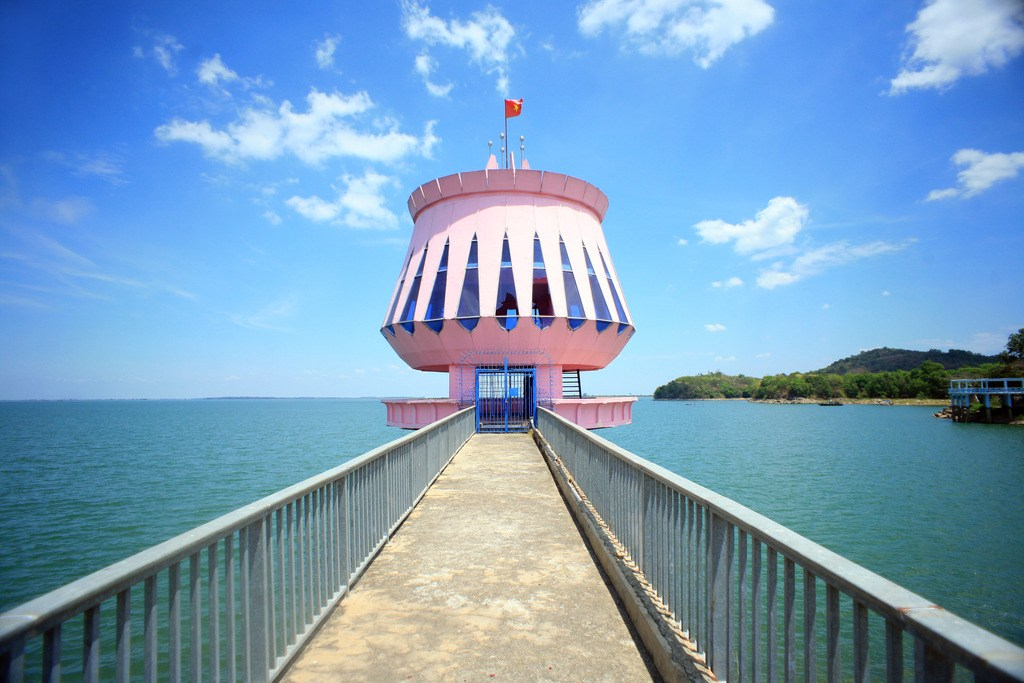
Hồ Dầu Tiếng, Tây Ninh

- Đầm, phá ở Việt Nam

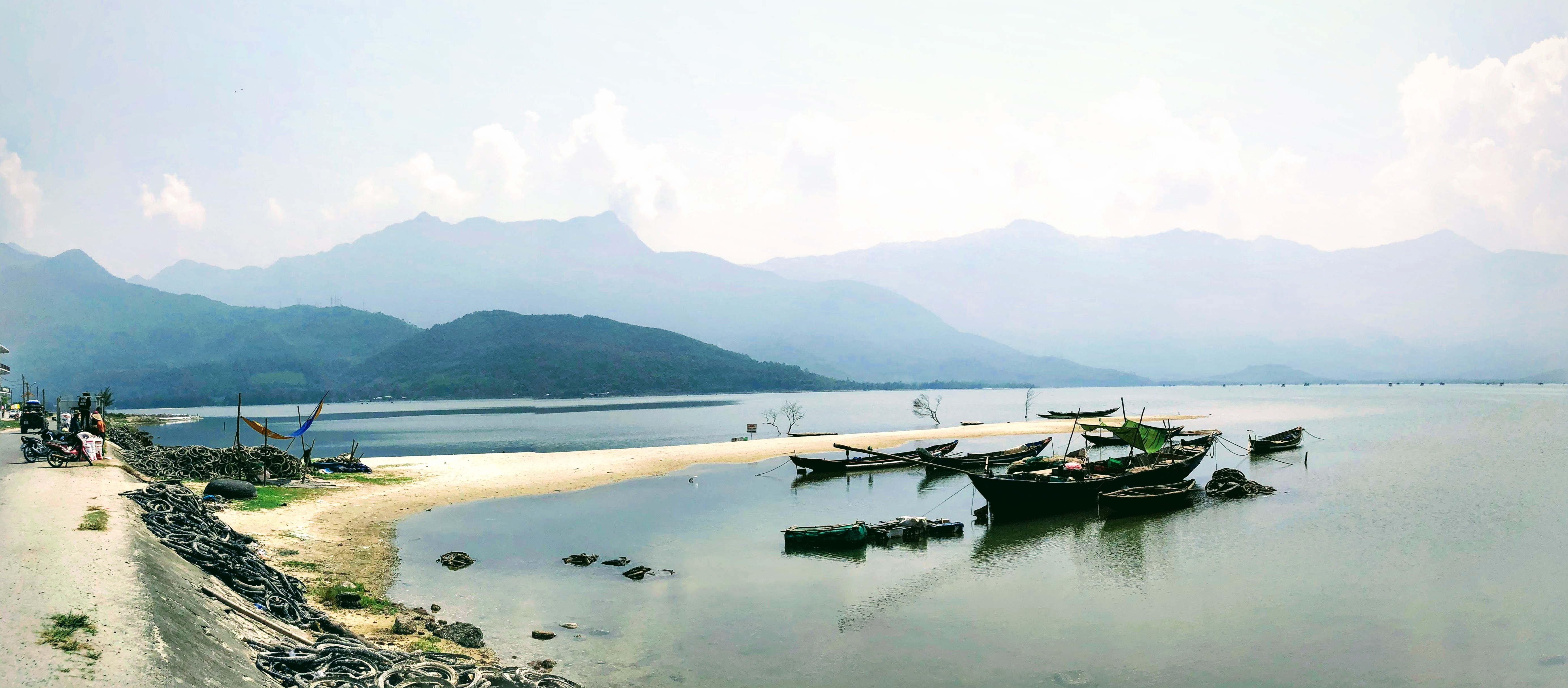
Đầm Lập An, Thừa Thiên Huế
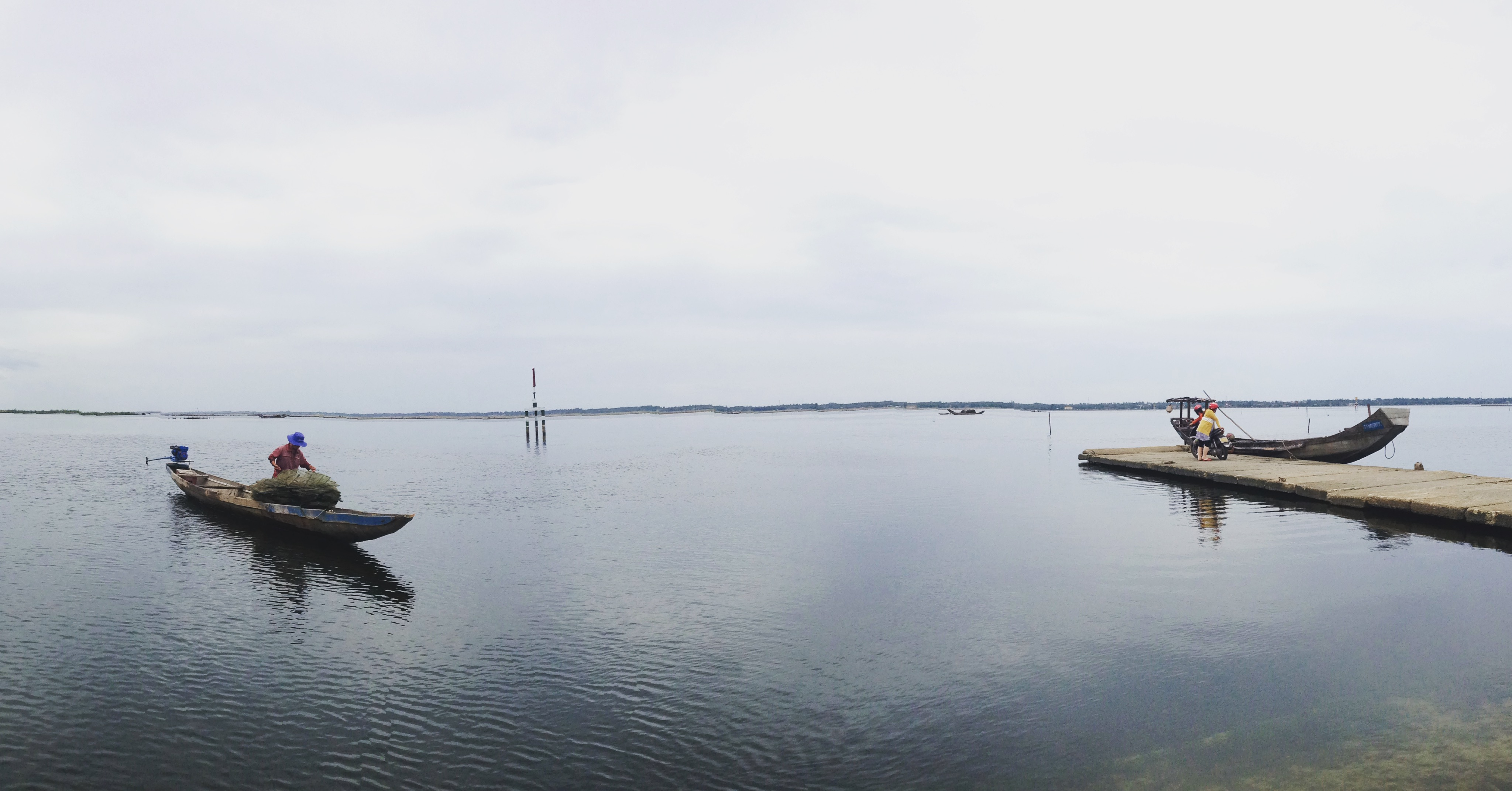
Phá Tam Giang, Thừa Thiên Huế
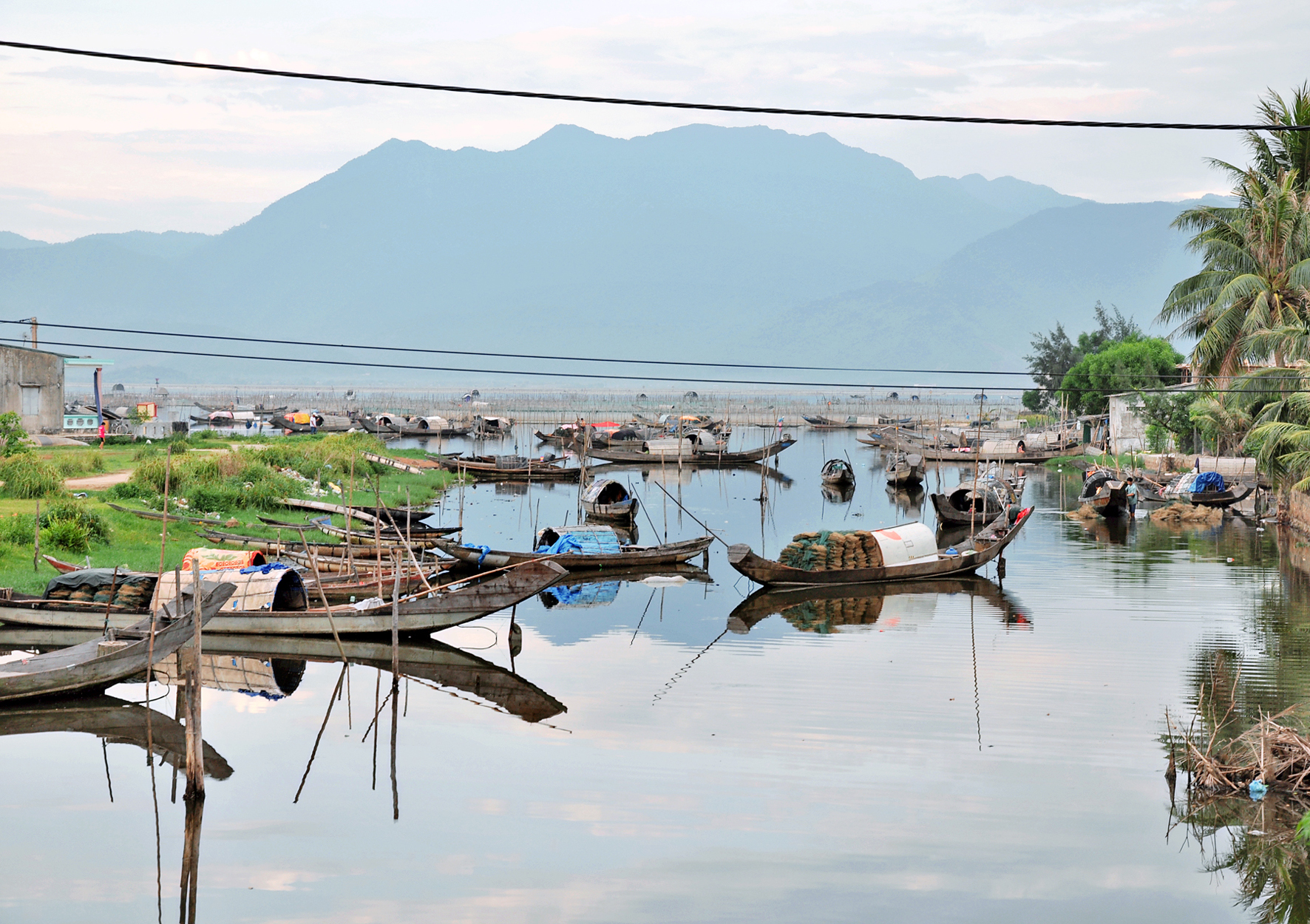
Đầm Cầu Hai, Thừa Thiên Huế
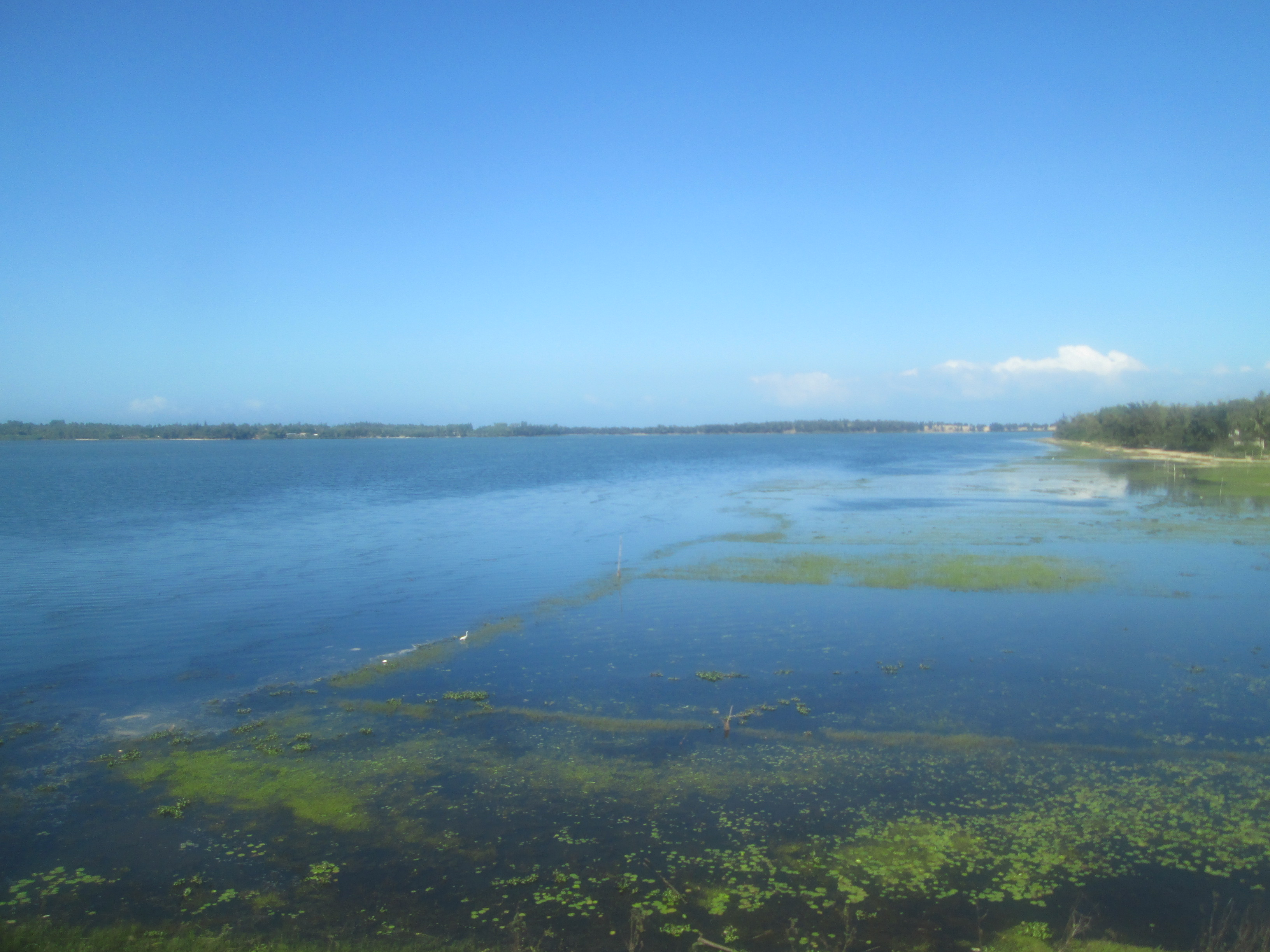
Đầm An Khê, Quảng Ngãi
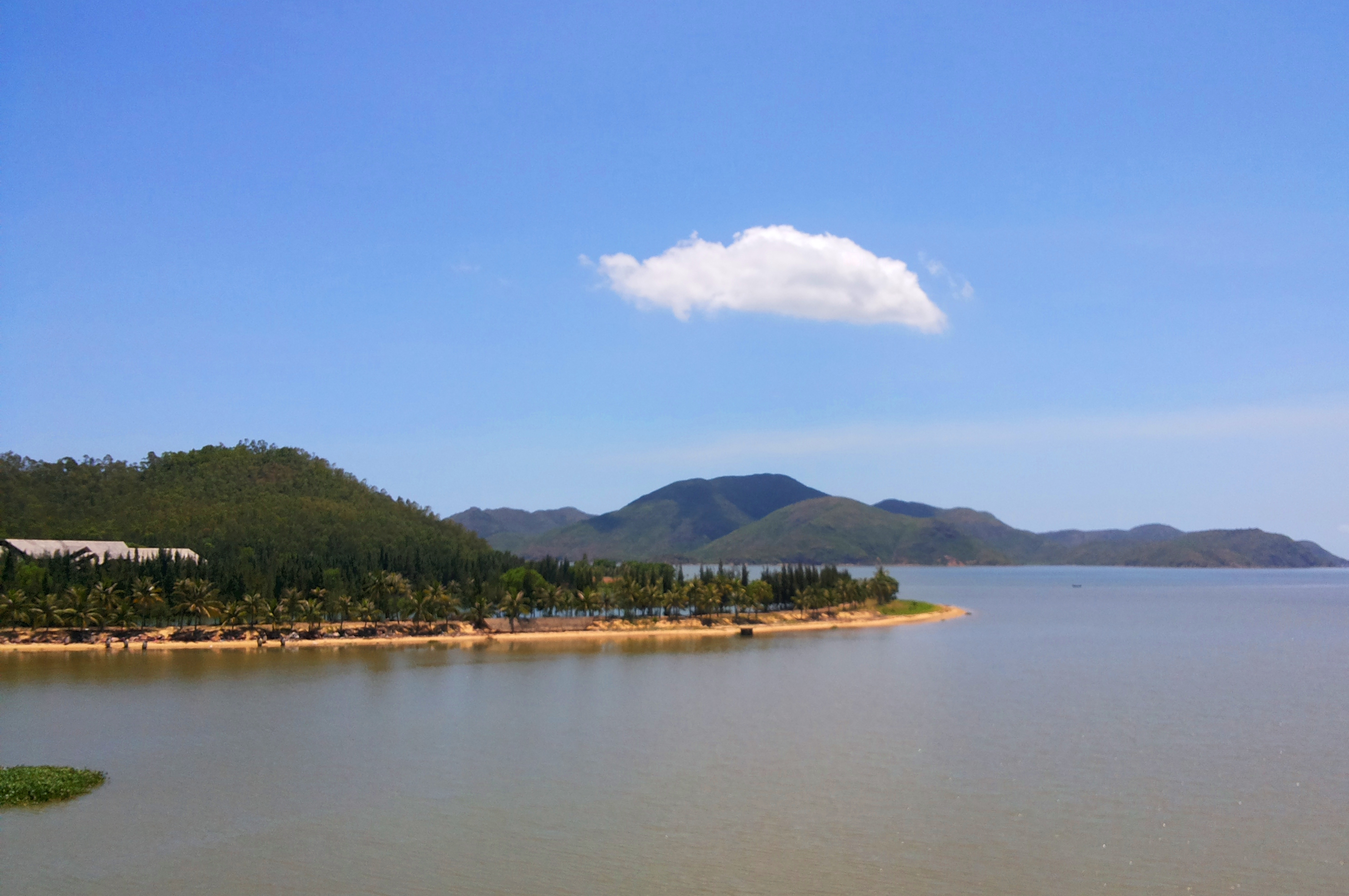
Đầm Thị Nại, Bình Định